# Окреч
Окреч е село в община Сански Мост, Федерация Босна и Херцеговина, Босна и Херцеговина.

## Демография
| 1971 | 1981 | 1991 | 2013 |
| ---- | ---- | ---- | ---- |
| 761  | 1036 | 1104 | 1021 |

## Личности
Родени в Окреч
- Кемал Маловчич (р. 1946), босненски народен певец.[5]